# Tabarcia
Tabarcia es uno de los distritos del cantón de Mora, en la provincia de San José, Costa Rica.

## Ubicación
Se ubica en el sur del cantón y limita al norte con el distrito de Quitirrisí, al noroeste con el distrito de Guayabo, al noreste con el cantón de Santa Ana, al oeste con el cantón de Puriscal y al sur y este con el cantón de Acosta.

## Historia
El distrito de Tabarcia de Mora es uno de los cuatro distritos originales del cantón. Su extensión territorial no ha experimentado cambios trascendentales a través de los años, salvo en la década de 1990, cuando tras un ordenamiento territorial su extensión pasó de 48,20 km² a la actual.

## Geografía
Tabarcia cuenta con un área de 40,43 km² y una altitud media de 817 m s. n. m.

## Demografía
Para el año 2022, Tabarcia cuenta con una población estimada de 4793 habitantes, y para el último censo efectuado, en 2011, Tabarcia contaba con una población de 4703 habitantes.

## Localidades
- Poblados: Bajo Bustamante, Bajo Lima, Bajo Loaiza, Cañas, Corralar, Los Ángeles, Morado, Piedras Blancas, Río Calvo (parte) Salto.

## Educación
El distrito de Tabarcia cuenta con una estructura educativa consolidada, que abarca los niveles de educación preescolar, primaria y secundaria. La principal institución de educación primaria es la Escuela Lisímaco Chavarría Palma, mientras que la educación secundaria está representada por el Liceo de Tabarcia.
Para la atención de la población en edad preescolar, el distrito dispone de un centro CEN-CINAI, además de la oferta educativa tradicional brindada por las escuelas locales.

## Transporte

### Carreteras
Al distrito lo atraviesan las siguientes rutas nacionales de carretera:
- Ruta nacional 209

## Concejo de distrito
El concejo de distrito del distrito de Tabarcia vigila la actividad municipal y colabora con los respectivos distritos de su cantón. También está llamado a canalizar las necesidades y los intereses del distrito, por medio de la presentación de proyectos específicos ante el Concejo Municipal. El presidente del concejo del distrito es el síndico propietario del partido Unidad Social Cristiana, Elías Pérez Hernández
El concejo del distrito se integra por:
| #                       | Partido                         | Nombre                           |
| Síndico propietario     | Síndico propietario             | Síndico propietario              |
| ----------------------- | ------------------------------- | -------------------------------- |
| 1                       | Partido Unidad Social Cristiana | Elías Pérez Hernández            |
| Síndico suplente        |                                 |                                  |
| 2                       | Partido Unidad Social Cristiana | Diana López Vargas               |
| Concejales propietarios |                                 |                                  |
| 3                       | Partido Unidad Social Cristiana | Adriana Chavarría García         |
| 4                       | Partido Unidad Social Cristiana | Geiner Chavarría Cascante        |
| 5                       | Partido Nueva Generación        | Kattia Cascante Sandí            |
| 6                       | Partido Liberación Nacional     | Carolina Rodríguez Solano        |
| Concejales suplentes    |                                 |                                  |
| 7                       | Partido Unidad Social Cristiana | Junior Salazar Vargas            |
| 8                       | Partido Unidad Social Cristiana | Ana Felicia Bustamante Chavarría |
| 9                       | Partido Nueva Generación        | Flora Rojas Retana               |
| 10                      | Partido Liberación Nacional     | Jorge Agüero Vargas              |